# Harpalinae
Die Harpalinae sind eine weltweit verbreitete Unterfamilie der Laufkäfer (Carabidae). Mit etwa 20.000 Arten in 30 Tribus ist sie die artenreichste Gruppe der Laufkäfer. In Europa sind 417 Arten und Unterarten bekannt.

## Merkmale

### Käfer
Die seitlichen Gruben der Mandibeln sind unbehaart. Die ersten Tarsenglieder der Vorderbeine sind bei den Männchen nie einseitig verbreitert. Die Einbuchtungen für die Hüften (Coxen) der Vorderbeine sind einfach oder mehrfach perforiert. Die Deckflügel sind voll ausgebildet, oder an der Spitze abgestutzt, wie etwa bei den Triben Odacanthini und Lebiini.

### Larven
Durch die extrem hohe Artenanzahl der Harpalinae weisen die Larven eine große Bandbreite an morphologischen Unterschieden auf. Die Larven sämtlicher Harpalinae haben gemein, dass die Sekundärhärchen der Ligula zu einer Pore reduziert sind. Die Muskeln der Fühler sind wie auch bei den Trechinae und Brachininae überkreuzt angeordnet. Am Stipes ist bei vielen Triben ventrolateral ein membranartiges Band ausgebildet. Triben die dem Grundbauplan der Unterfamilie am meisten entsprechen, wie einige Arten der Pterostichini und Platynini haben große Ähnlichkeit mit den Trechinae, unterscheiden sich aber von dieser Gruppe durch die kurze Lacinia und doppelt angeordnete Klauen.

## Lebensweise
Die Lebensweise der verschiedenen Untergruppen der Harpalinae ist auf Grund ihrer Vielfalt sehr unterschiedlich.

## Arten (Auswahl)
- Abax
  - Großer Breitkäfer Abax parallelepipedus
- Agonum
  - Sechspunktiger Putzläufer Agonum sexpunctatum
- Amara
  - Erzfarbener Kanalkäfer Amara aenea
  - Gelber Kanalkäfer Amara fulva
- Anisodactylus
  - Anisodactylus binotatus
- Anthia
  - Wüstenlaufkäfer Anthia thoracica
- Calathus
  - Schmalhalsiger Kahnläufer Calathus erratus
  - Schwarzköpfiger Breithalsläufer Calathus melanoceophalus
- Calodromius
  - Calodromius spilotus
- Callistus
  - Mondflecklaufkäfer Callistus lunulatus
- Chlaeniellus
  - Chlaeniellus nigricornis
  - Chlaeniellus vestitus
- Chlaenius
  - Chlaenius festivus
  - Chlaenius spoliatus
  - Chlaenius velutinus
- Demetrias
  - Demetrias atricapillus
  - Demetrias monostigma
- Daptus
  - Daptus vittatus
- Diachromus
  - Blauhals-Schnellläufer Diachromus germanus
- Dolichus
  - Fluchtläufer Dolichus halensis
- Dromius
  - Vierfleck-Rindenläufer Dromius quadrimaculatus
- Epomis
- Harpalus
  - Harpalus affinis
  - Harpalus calceatus
  - Harpalus dimidiatus
  - Harpalus distinguendus
  - Harpalus flavescens
  - Harpalus griseus
  - Harpalus hospes
  - Harpalus rufipes
  - Harpalus smaragdinus
- Lebia
  - Kleinkreuz-Prunkläufer Lebia cruxminor
  - Grünblauer Prunkkäfer Lebia chlorocephala
  - Lebia cyanocephala
- Licinus
  - Punktierter Stumpfzangenläufer Licinus punctatulus
- Ophonus
  - Ophonus ardosiacus
  - Blauer Haarschnellläufer Ophonus azureus
- Panagaeus
  - Zweifleck-Kreuzläufer Panagaeus bipustulatus
  - Sumpf-Kreuzläufer Panagaeus cruxmajor
- Platynus
  - Sumpf-Enghalsläufer Platynus obscurus
  - Buntfarbener Putzläufer Platynus dorsalis
- Poecilus
  - Kupferfarbener Buntgrabläufer Poecilus cupreus
  - Poecilus kugelanni
  - Poecilus lepidus
  - Poecilus punctulatus
  - Glatthalsiger Buntgräber Poecilus versicolor
- Pterostichus
  - Schwarzer Grabkäfer Pterostichus aetiops
  - Kohlschwarzer Grabläufer Pterostichus anthracinus
  - Metallischer Grabkäfer Pterostichus burmeisteri
  - Großer Grabkäfer Pterostichus niger
  - Echter Schulterläufer Pterostichus oblongopunctatus
- Stenolophus
  - Stenolophus mixtus
  - Rötlicher Scheibenhals-Schnellläufer Stenolophus skrimshiranus
  - Bunter Scheibenhals-Schnellläufer Stenolophus teutonus
- Zabrus
  - Getreidelaufkäfer Zabrus tenebrioides

## Belege